# Paul Bril

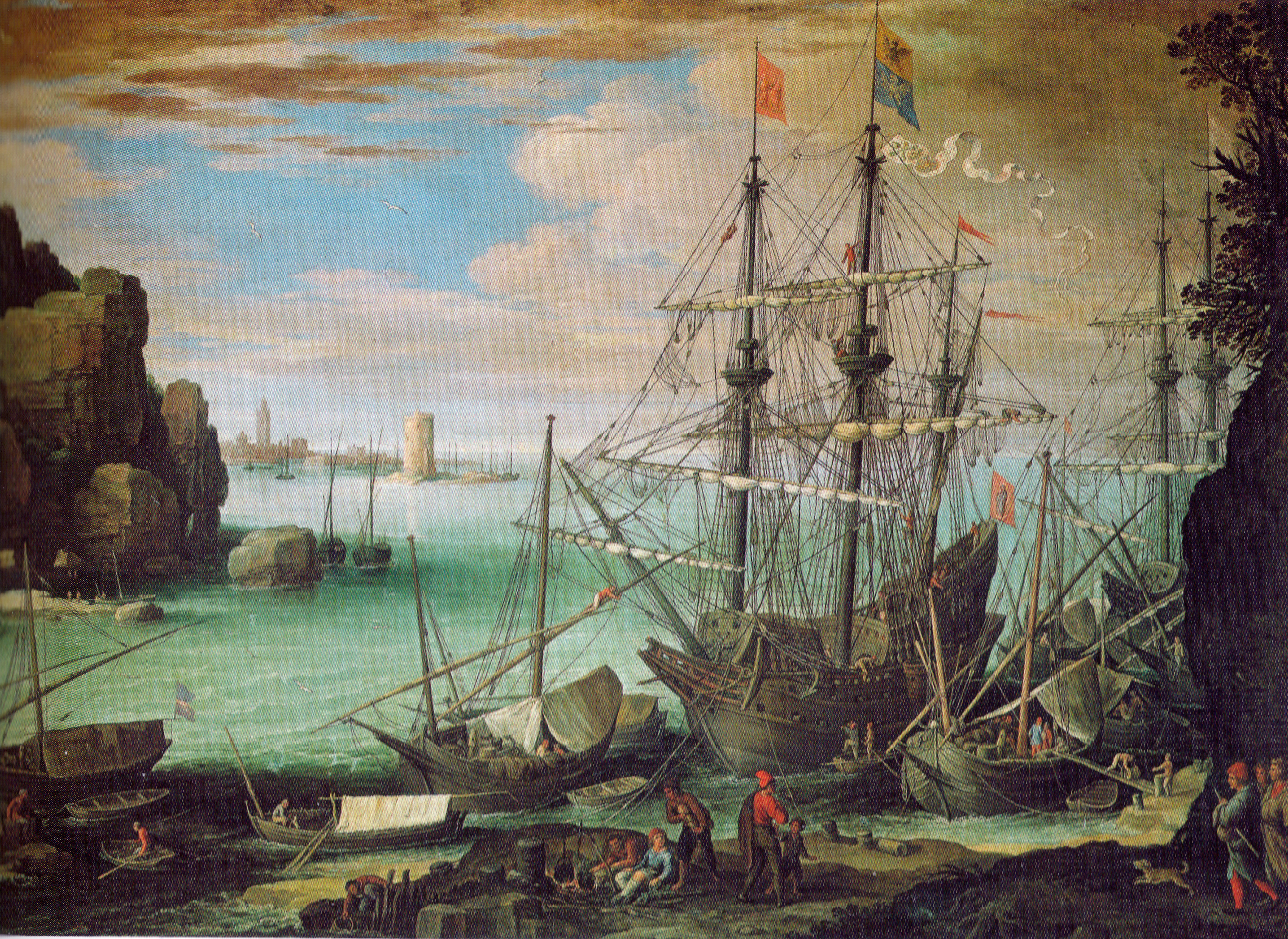
Widok na port, 1607

Paul Bril lub Brill (ur. 1554 w Antwerpii, zm. 7 października 1626 w Rzymie) – flamandzki malarz i grafik barokowy.
Ok. 1575 wyjechał na stałe do Rzymu, gdzie dołączył do przebywającego tam starszego brata Mattheusa (1550–1583). Znany jest głównie z pejzaży, malował tzw. capriccio, czyli weduty o tematyce fantastycznej. Wykonywał też freski, sztychy i małe obrazy gabinetowe. Głównym odbiorcą jego prac był dwór papieski. Współpracował początkowo z bratem, a po jego przedwczesnej śmierci z Johannem Rottenhammererem i Adamem Elsheimerem.
Bracia Paul i Mattheus uważani są za prekursorów capriccio, ich obrazy są bardzo do siebie podobne i często nie można jednoznacznie ustalić autorstwa. Twórczość braci Bril miała mniejszy lub większy wpływ na wielu znanych malarzy m.in. Petera Rubensa, Jacoba Pynasa, Pietera Lastmana, Cornelisa van Poelenburgha i Bartholomeusa Breenbergha.

## Wybrane prace
- Jonasz i wieloryb, kolekcja Delporte w Brukseli,
- Pejzaż z Tobiaszem, Drezno,
- Diana i nimfy, Paryż.